# ولاد مصباح (بحارة أولاد عياد)
ولاد مصباح هي إحدى مشيخات المملكة المغربية، تتبع جغرافيا لإقليم القنيطرة وإداريًا لبحارة أولاد عياد. يقدر عدد سكانها بـ 10772 نسمة حسب الإحصاء الرسمي للسكان والسكنى لسنة 2004.